# خلية نجمية بنكرياسية
خليّة نجميّة بنكرياسيّة يتم تصنيفها على أنها خلايا شبيهة بالخلايا الّليفيّة العضليّة الموجودة في مناطق إفرازيّة في البنكرياس. تُحفَّز الخليّة النّجميّة في البنكرياس ذاتيّا أو بواسطة محفّزات من خلايا مجاوِرة، وتَشترك في أوجه التشابه مع الخلايا النّجميّة الكبديّة.
يُشكّل تنشيط الخليّة النّجميّة في البنكرياس والتّعبير عن جزيئات النّسيج خارج الخليّة عمليّة معقّدة تؤدّي إلى تليُّف البنكرياس. كما يمكن أن يكون تصنيع و ترسيب و نُضج و إعادة تشكيل النسيج الضّام اللّيفي وقائيّاً، إلّا أنّ استمرار ذلك يُعيق عمل البنكرياس.

## البُنية
توجد الخلايا النّجميّة البنكرياسيّة داخل المساحات المحيطة بالخلايا العُنَيبيّة للبنكرياس، وتُقرِز عمليات السيتوبلازم الطويلة التي تحيط بقاعدة العُنَيبَة، كما أنّها تُشكّل 4% من إجمالي كتلة الخلايا في الغدّة. تستمد الخلايا النّجمية اسمها من شكلها الذي يشبه النّجم، وتوجد في أعضاء أخرى مثل: الكلى والرئتين. توجد هذه الخلايا في المناطق المحيطة بالقنوات والأوعية الدّمويّة في البنكرياس، و تحتوي على قطرات دُهنيّة من فيتامين أ في السّيتوبلازم، كما تُشارك الخلايا النّجميّة البنكرياسيّة في التّسبُّب في المرض عن طريق التَّحوُّل من حالة الخمول إلى حالة النّشاط، والّتي تُعرف أيضًا باسم حالة الورم اللّيفي العضلي.
تُعبّر الخلايا النّجميّة البنكرياسيّة عن البروتينات الخَيطية الوسيطة ديسمن والبروتين الليفي الدّبقي الحمضي، وهذا التّعبير عن مجموعة متنوّعة من بروتينات الخيوط الوسيطة يُعطي خلايا البنكرياس النّجميّة إمكانيّة احتوائها على قدرات انقباضيّة، كما تُمَكّن الامتداداتُ الخلويّة الخلايا النّجميّةَ من الإحساس ببيئتها. بعد التهاب أو إصابة البنكرياس ، يتمّ تنشيط خلايا البنكرياس النّجميّة الخاملة للخلايا الشبيهة بالخلايا العضليّة الليفيّة ، والتي تعبّر عن الآكتين العضليّ الأملس. تحدث العديد من التغيرات المورفولوجية بما في ذلك التوسّع النووي وزيادة نموّ شبكة الشبكة الإندوبلازميّة، ثمّ تنمو الخلايا النّجميّة البنكرياسيّة المُنَشَّطة من حيث العدد، وتهاجر وتفرِز مكوّنات النسيج البَيني إلى خارج الخليّة مثل النّوع الأوّل من الكولاجين والكيموكينات والسيتوكينات.

## الوظيفة
تُنتِج الخلايا النّجميّة البنكرياسيّة الخاملة بروتينات معدنيّة مثل (MMP-2 وMMP-9 وMMP-13) ومثبّطاتها، والّتي تساعد في دَوَران النّسيج البيني خارج الخليّة (ECM). نتيجةَ لتنظيم دوران النّسيج البَيني، تشارك خلايا البنكرياس النّجميّة في الحفاظ على نمذجة الأنسجة الطبيعية. ومع ذلك، فإنّ MMP-2 الذي تفرزه الخلايا النّجميّة البنكرياسيّة يساهم في تطوّر سرطان البنكرياس.
التليُّف هو سِمَة بارزة من سِمات التهاب البنكرياس المُزمِن وردود الفعل التكوينيّة المرتبِطة بسرطان البنكرياس. في حين أنّ التّسَبُّب في التّليُّف لا يزال بعيدَ المنال، فإنّ تنشيط الخلايا النّجمية يساهم في تليُّف البنكرياس. تُنَظّم العديد من العوامل القابلة للذوبان تنشيط خلايا البنكرياس النّجميّة، وتحديداً إنترلوكين 1(IL-1) وإنترلوكين 6 (IL-6) وعامل نخر الورم ألفا (TNF-α) وعامل النمو المحول بيتا 1 (TGF-β1) وActivin 1. المصادر المحتمَلة لهذه العوامل المنشِّطة تشمل الصفائح الدموية، والخلايا البلعميّة، وخلايا البنكرياس العُنَيبِيَّة، والخلايا البطانيّة في البنكرياس الملتهب. إنّ خلايا البنكرياس النّجميّة، قادرة أيضًا على تصنيع السيتوكينات مثل TGF-β1 و Activin A و IL-1 بشكل فردي. يُشير إنتاج هذه العوامل إلى وجود حلقات تحفيز ذاتي تعمل على إدامة تنشيط خلايا البنكرياس النّجميّة، مما يُعزّز تطوُّر التّليُّف.
بروتينات الكاينيز مثل بروتين كينيز منشط بالميتوجين (MAPKs) هم وسطاء أساسيون لتنشيط الإشارات التي بدأتها عوامل النموّ، الأنجيوتنسين2 والإيثانول. تشمل مسارات الإِشارات الأخرى التي تُنَظّم تنشيط خلايا البنكرياس النّجميّة مسارات PI3K وRHO kinase وTGF-β / SMAD. بعد التنشيط، تهاجر خلايا البنكرياس النّجميّة إلى مناطق تلَف الأنسجة وانقباضها، وتحدث عملية البلعمة، وتُحفّز المنتَجات التي تنظّم النّسيج البيني (ECM) من خلال تسهيل الإصلاح أو عن طريق تعزيز التّليُّف. يتمّ تعديل هجرة خلايا البنكرياس النّجميّة بواسطة بروتين القنفذ الهندي (IHH)، وهو ببتيد يشارك في تطوير البنكرياس وتشكيله وتمايزه. تُعبّر الخلايا النجمية عن بروتينات(smo) وبروتينات (Ptch1)، وهي سِمات مهمّة لنظام مستقبلات بروتين القنفذ. يؤدي ارتباط القنفذ الهندي إلى نقل عامل النسخ النسخي Gli-1 إلى النّواة، ممّا يُؤدّي إلى الهجرة الحركيّة الكيميائيّة لخلايا البنكرياس النّجميّة.
بعد التّنشيط، يكون لِخلايا البنكرياس النّجميّة مصيران. إذا كان هناك التهاب وإصابة مستمرين، يستمر تنشيط خلايا البنكرياس النّجميّة، ممّا يُؤدّي إلى نموّ تليُّف البنكرياس. يحفّز تنشيط مستقبلات P2 إشارات الكالسيوم داخل الخلايا الّتي تتوسّط الوظيفة اللّيفيّة للخلايا النّجميّة المنَشَّطة، أمّا إذا كان الالتهاب والإصابة طفيفين، فإنّ خلايا البنكرياس النّجميّة تخضع لمصير موت الخلايا المبرمج وتُصبح خاملة، ممّا يمنع تطوّر التلّيُّف.
تُظهر الخلايا النّجميّة البنكرياسيّة أيضًا نشاط ADH المحفّز للإيثانول، ومن المحتمل أن تتعرّض الخلايا النّجميّة البنكرياسيّة للإيثانول والأسيتالديهيد أثناء استهلاك الإيثانول، حيث يقوم البنكرياس باستقلاب الإيثانول إلى الأسيتالديهيد من خلال المسار التّأكسُدي. يتمّ تنشيط خلايا البنكرياس النّجميّة عند التّعرُّض للإيثانول ومستقلب الأسيتالديهيد أو الإجهاد التأكسدي. يتسبّب الإيثانول بتركيزات مناسبة سريريًا في التعبير عن(ألفا_آكتين العضلات الملساء) α-SMA وإنتاج الكولاجين في خلايا البنكرياس النّجميّة لكن ينتج عنه تأثير ضئيل على تكاثر الخلايا.
زيادة α-SMA في الخلايا النَجميَة المُعرَّضَة للإيثانول يشير إلى تنشيط الخلايا وتحويلها إلى النّمط الظاهري للأرومة اللّيفيَة العضليَة. أدّى تواجد الخلايا النّجميّة البنكرياسيّة مع الإيثانول في وجود مثبط ADH 4MP إلى تثبيط الزيادة في تخليق الكولاجين الناتج عن الإيثانول، كما يُعد تحويل الإيثانول إلى أسيتالديهيد عبر ADH خطوة مهمة في التنشيط الناجم عن الإيثانول لخلايا البنكرياس النجمية.

## الأهميّة السّريريّة

### التهاب البنكرياس
يُصنّف التهاب البنكرياس عمومًا إلى شكلين، حادّ ومُزمِن. في التهاب البنكرياس الحادّ ، يحدث التهاب ناخر في العضو ، بينما يتميّز التهاب البنكرياس المُزمِن بالفقد التّدريجي لوظيفة الغدد الصّمّاء والغدد الإفرازيّة. بعد تَلَف البنكرياس، تحدُث أحداث مَرَضِيّة مثل الوَذمة الخلاليّة ونَخر الخلايا المتني وتنشيط وتكاثر خلايا البنكرياس النّجميّة. الالتهاب والنّخر المتني يسبقان تنشيط خلايا البنكرياس النّجميّة. توجد خلايا البنكرياس النّجميّة المنشّطة في مناطق النّخر والالتهابات الرئيسية التي تُؤوي السيتوكينات وعوامل النّموّ وأنواع مركّبات الأُكسجين التّفاعليّة. العمليات الالتهابيّة ضروريّة للمساهمة في تنشيط الخلايا النّجميّة، لذلك يشارك كل من التنشيط الذاتي والتنشيط من قِبَل الخلايا المجاوِرة في تنشيط الخلايا النّجميّة البنكرياسيّة.
توجد كمّيّات وَفيرَة من الخلايا التي تُعبّر عن (ألفا_آكتين العضلات الملساء)α- SMA في المناطق الليفيّة من أقسام أنسجة البنكرياس في المرضى الذين يعانون من التهاب البنكرياس المُزمِن. تُنتِج الخلايا التي تُعبّر عن α-SMA في المناطق الليفية تشفير mRNA للبروللكولاجين α1I، ممّا يُشير إلى أنّ خلايا البنكرياس النّجميّة المنشَّطة هي المصدر الرّئيسي للكولاجين في تليّف البنكرياس. تُساهم خلايا البنكرياس النّجميّة المنشّطة وغيرها من الخلايا اللّيفيّة العضليّة في تكوين نسيج بيوخلوي مؤقّت في موقع الإصابة، الذي يتيح تكاثر الخلايا وهجرتها وتجميع خلايا برنشيمية جديدة. في معظم الحالات، تنحسر خلايا البنكرياس النّجميّة المُنشّطة بعد إنهاء العامل الضار، ومع ذلك يمكن أن يُؤدي تلف البنكرياس المتكرر إلى انتشار خلايا البنكرياس النّجميّة وحدوث التّليّف في نهاية المطاف.
في البشر، ترتبط إصابة البنكرياس المستمرّة بتعاطي الكحول المُزمن، وانسداد قناة البنكرياس، والوراثة. يؤدّي الضّرر المُزمن إلى التّنشيط المستمر للنمط الظاهري لخلايا البنكرياس النّجميّة النّشطة، كما يساهم انخفاض إنتاج الأنزيمات المعدنية MMPs بواسطة خلايا البنكرياس النّجميّة في النّمط الظّاهري اللّيفي. قد تؤدّي العوامل الأخرى أيضًا إلى استمرار الحالة النّشِطة لخلايا البنكرياس النّجميّة في حالة التهاب البنكرياس، على سبيل المثال، تُعبّر خلايا البنكرياس النّجميّة عن مستقبل البروتياز المنشّط -2 (PAR-2) ، والذي ينشق بواسطة التربسن ليصبح نَشِطًا. ثم يَحُث PAR-2 النّشط نموّ خلايا البنكرياس النّجميّة وتصنيع الكولاجين.

#### السَّرطان
يتمّ الّتعرُّف على أورام البنكرياس الغُدّيّة من خلال الديسموبلازيا(desmoplasia)، والذي يتميّز بزيادة في النّسيج الضّام المحيط بالأورام. تُعبّر الخلايا النّجميّة البنكرياسيّة المنشَّطة في الورم المصاحب لسرطانات البنكرياس البشريّة عن α-SMA ويشترك مع mRNA في ترميز بروكولاجين α1I. تُعتَبر هذه العوامل من العوامل المساهِمَة بشكل كبير في بروتينات النّسيج البَيني (ECM) التي تتكون منها الديسموبلازيا(desmoplasia)، كما أنّه توجد علاقة تكافُليّة بين خلايا سرطان البنكرياس وخلايا البنكرياس النّجميّة، ممّا يؤدي إلى زيادة عامّة في مُعدّل نموّ الورم. على سبيل المثال، تُحفّز المواد الطافِيَة المزروعة من خطوطِ الخلايا السّرطانيّة للبنكرياس انتشار خلايا البنكرياس النّجميّة وإنتاج بروتينات ECM.
تُحفّز الخلايا السرطانية في البنكرياس تكاثر خلايا البنكرياس النّجميّة من خلال إفراز عامل نمو مشتق من الصفيحات PDGF، وتحفيز إنتاج خلايا البنكرياس النّجميّة لبروتينات ECM عن طريق إفراز TGF-β1 و FGF-2، تعمل الخلايا السّرطانيّة البنكرياسيّة وخلايا البنكرياس النّجميّة في علاقة تكافُليّة في الدِّراسات الّتي أُجرِيَت على الحيوانات، ومع ذلك فإنّ البيانات من أورام البنكرياس البشريّة محدودة، ويشارك عامل نموّ الأنسجة الضّامة في التّسبُّب في أمراض التّليُّف، ويوجد بشكل أساسي في خلايا البنكرياس النّجميّة من خلال التنظيم بواسطة TGF-β.
تعمل خلايا سرطان البنكرياس أيضًا على تحفيز الانتشار وإنتاج النّسيج البيني ECM وإنتاج TIMP1 في خلايا البنكرياس النّجميّة، يتم تنظيم إنتاج هذه العوامل بواسطة عامل نموّ الخلايا اللّيفيّة 2 و TGF-β1 وPDGF. بالإضافة إلى آليات السيتوكين، تنتج خلايا البنكرياس النّجميّة أيضًا بيئة دقيقة داعمة للورم من خلال إنتاج البروتينات المطرسيّة الخلويّة. التنظيم العلوي للبروتينات المطرسيّة الخلوية مثل galectin-1 و tenascin-C موجود في الأنسجة اللّحمية لسرطان البنكرياس والتهاب البنكرياس المزمن. تُحفّز البروتينات المطرسيّة الخلوية على التّكاثر والهجرة وإنتاج السيتوكينات، واستجابات ECM والاستجابات الوعائية في خلايا البنكرياس النّجميّة، والّتي بدورها تُحفّز تكاثر الخلايا السرطانية، لذلك قد تساهم البروتينات المطرسيّة الخلويّة بشكل مباشر في تطوّر سرطان البنكرياس من خلال تحفيز نشاط الخلايا السرطانية. يُسهّل البروتين المطرسي الخلوي أيضًا بيئة دقيقة داعمة للورم من خلال نشاط الخلايا النجمية اللّيفيّة المستمر.
تُؤثّر بيئة نقص الأكسجين في الأورام على تطوُّر سرطان البنكرياس، حيث توجد بيئة نقص الأكسجين بشكل متزامن ليس فقط في الخلايا السرطانية ولكن أيضًا في الخلايا النّجميّة البنكرياسيّة الُمحيطَة. يتمّ التّوسُّط في الاستجابة الخلويّة لنقص الأكسَجة بواسطة عامل النسخ HIF-1، وهو بروتين مغاير مُكوّن مِن وحدتين فرعيّتين α وβ. يُحفّز نقص الأكسجة أيضًا التّعبير النّووي لـ HIF-1α متبوعًا بإنتاج عامل نُموّ بطانة الأوعية الدموية (VEGF) في خلايا البنكرياس النّجميّة. يُشير حَث HIF-α إلى أنّ خلايا البنكرياس النّجميّة تعمل كخلايا استشعار للأكسجين داخل البنكرياس. وبالتالي تعمل خلايا البنكرياس النّجميّة والخلايا البطانيّة والخلايا الأخرى المشارِكة في تَطوّر تليُّف البنكرياس بالتّنسيق مع بيئة دقيقة منخفِضة الأكسجين.